# Magdalene Charlotte Hedevig Løvenskiold
Magdalene Charlotte Hedevig lensbaronesse Løvenskiold, født Numsen (27. februar 1731 i København – 6. maj 1796 på Løvenborg) var en dansk adelsdame og godsejer.
Hun var datter af generalløjtnant og overkrigssekretær Michael Numsen (1686-1757) og overhofmesterinde Margrethe Marie Thomasine Numsen (1705-1776). Hun var blandt de ældste af de 12 søskende, og hendes fader udså sig tidligt (1744) et passende parti til hende, nemlig Severin Leopoldus Løvenskiold, der var godsejer og sekondløjtnant i Livgarden. Løvenskiold var sammen med sin fader Herman blevet adlet i 1739, efter af faderen havde erhvervet store godser på Vestsjælland. Løvenskiold var en velhavende norsk købmandsfamilie, der havde tjent en formue på trælasthandel og jernstøberi og i 1736 var flyttet til Danmark.
Begge slægter var nyligt adlede og en ægteskabelig forbindelse var til gavn for begge: Herman Løvenskiold fik sin søn indgiftet i en familie med stor indflydelse i centraladministrationen og hos kongen, mens Michael Numsen fik sin datter økonomisk sikret. Forhandlingerne blev dog trukket ud, da M.C.H. Numsens fader bl.a. ville sikre sin datter økonomisk, såfremt hendes tilkommende mand skulle dø inden brylluppet.
Brylluppet stod i 1749, og det nye ægtepar og deres husholdning levede om sommeren på landet og om vinteren i hovedstaden. Herskabets dagligliv på Løvenborg var planmæssigt: Kl. 9.30 te eller kaffe. Så læsning af en prædiken eller fra en andagtsbog. Kl. 14 middag. Kl. 19 te. Derefter aftenbøn og salmesang med husets folk. Kl. 22 aftensmad. Kl. 23 sengetid.
Mens hendes mand var mest optaget af godsdriften og praktiske gøremål, var Magdalene Charlotte Hedevig engageret i tidens kulturelle liv og kunne begå sig på fransk. På trods af hendes manglende tyskkundskaber indgik hun i kredsen omkring udenrigsminister A.P. Bernstorff og hans hustru Henriette Frederikke Stolberg. Fra 1771 boede Inger Schubart, en slægtning til Severin Løvenskiold, på Løvenborg med sine to døtre Charlotte og Sybilla, der senere blev gift med henholdsvis Heinrich Ernst Schimmelmann og Ludvig Reventlow. Digterne Johannes Ewald og Jens Baggesen kom i hjemmet ligesom teologen N.E. Balle og skolemanden H.V. Richter. Gehejmekabinetssekretær Ove Høegh-Guldberg indgik også i livet på Løvenborg, men da det i 1780 kom frem, at han var ansvarlig for Bernstorffs afsættelse, brød ægteparret Løvenskiold med ham. Ikke uden grund foregik senere de hemmelige forhandlinger, der førte til regeringsforandringen 1784 og Høegh-Guldbergs fald, på Løvenborg.
I 1776 mistede hun sin mand, Severin, der fire år tidligere havde fået Løvenborg med Vognserup ophøjet til lensbaroni. Parrets eneste søn, Michael Herman, var da 25 år gammel, landbrugskyndig, og havde overtaget en af de store gårde under Løvenborg. Alligevel overtog hun som enke selv driften af godset og i de 13 år, hun administrerede ejendommene, fik hun rettet op på en skrantende økonomi. Godset var inde i en likviditetskrise, der førte til optagelse af lån. Hun havde derfor behov for at holde nærmere øje med regnskabsførelsen og kunne ikke nøjes med at konsultere et årsregnskab. Så den nye godsejer pålagde godsforvalteren at aflevere månedlige opgørelser over kassens beholdning.
Da han ikke straks var villig til dette nye påfund, truede hun med ikke at ville give ham den anbefaling, der var så nødvendig for en ny ansættelse. Hvis regnskaberne ikke kom til tiden, betingede hun sig i en senere ansættelseskontrakt ret til øjeblikkelig opsigelse. Hendes hårdhændede, men effektive administrationsform viste sig også, når det gjaldt skattefritagelser for godsets beboere. Kun de beboere, der var opført på præstens mandtalslister som fattige, kunne få dette privilegium.
Hun var orienteret om samtidens store emne, landboreformerne, uden dog at tage del i dem. Hun fandt eksempelvis bedre og mere rentable driftsformer på bøndergodset mere afgørende for fæstebøndernes trivsel end den højt besungne hoverifrihed, som en del reformtilhængere fremhævede.
I 1789 slap hun tøjlerne og overlod godset til sønnen. Hun døde seks år senere.
Hun er bl.a. portrætteret 1772 af Jens Juel. Et andet portræt af hende og et af hendes gemal findes på Frederiksborgmuseet.